# Стуруа, Зураб Гивиевич
Зураб Гивиевич Стуруа (род. 8 июня, 1959, Тбилиси) — грузинский шахматист, гроссмейстер (1991).
Пятикратный чемпион Грузии (1975, 1977, 1981, 1984, 1985). Шесть раз участвовал в шахматных олимпиадах (1992—2002). На олимпиаде 1996 года в Ереване его партия против македонского гроссмейстера Кутирова получила приз, как самая красивая.
С 2007 года работает главным тренером женской сборной Грузии. 

## Изменения рейтинга
| Графики недоступны из-за технических проблем. См. информацию на Фабрикаторе и на mediawiki.org. |